# Królowa ringu
Królowa ringu – amerykańsko-niemiecki film biograficzny z 2004 roku oparty na życiu Jackie Kallen.

## Główne role
- Meg Ryan - Jackie Kallen
- Omar Epps - Luther Shaw
- Charles S. Dutton - Felix Reynolds
- Tony Shalhoub - Sam LaRocca
- Tim Daly - Gavin Reese
- Joseph Cortese - Irving Abel
- Kerry Washington - Renee
- Sean Bell - Ray Kallen
- Dean McDermott - Pete Kallen
- Skye McCole Bartusiak - Little Jackie
- Juan Carlos Hernández - Pedro Hernandez
- Holt McCallany - Doug Doherty
- Tory Kittles - Devon Green
- Gene Mack - Kevin Keyes
- Beau Starr - Corcoran

## Fabuła
Jackie Kallen od dziecka interesowała się boksem. Pracuje jako asystentka trenera LaRocca. Po jednej z walk oboje zakładają się, czy Jackie nadaje się na promotora boksu. Znajduje Luthera Shawa – utalentowanego chłopaka. Razem z Felixem Reynoldsem trenuje go. Gdy Shaw jest gotowy, LaRocca wystawia swojego najlepszego zawodnika. Nowicjusz wygrywa i robi to przez następne walki. Oboje stają się obiektem zainteresowań mediów. Jackie prosi LaRoccę, by ten ustawił walkę Shawa o mistrzostwo świata.